# Lew Rockwell
Llewellyn Harrison Rockwell, Jr. (Boston, 1 de julio de 1944), más conocido como Lew Rockwell, es un autor, editor y asesor político estadounidense. Libertario y autoproclamado anarcocapitalista, es fundador y presidente del Instituto Mises, una entidad no-lucrativa dedicada a la promoción de la escuela austriaca de economía.

## Vida y carrera
Rockwell nació en Boston, Massachusetts en 1944. Luego de estudiar literatura en la Universidad Tufts, Rockwell trabajó en la editorial Arlington House y se familiarizó con las obras de Ludwig von Mises. A mediados de la década de 1970, Rockwell trabajó en Hillsdale College en captación de fondos y relaciones públicas. Rockwell conoció a Murray Rothbard en 1975 y da el crédito a Rothbard en convencerlo de abandonar el minarquismo y de rechazar completamente el Estado.

### Trabajo para Ron Paul
Se desempeñó como jefe de personal del congresista Ron Paul de 1978 a 1982. Ha mantenido una relación de trabajo con Paul durante años como asesor político.

### Instituto Mises
En 1982, Rockwell funda el Instituto Mises en Auburn, Alabama —una organización para la educación económica— y es su presidente. Si bien Rockwell no lo considera estrictamente un think tank, según un ranking de popularidad de 2015 el Instituto Mises fue clasificado como el noveno think tank más influyente en los Estados Unidos.

### Paleolibertarismo
El pensamiento de Rockwell está estrechamente asociado a su maestro y colega Murray Rothbard, hasta la muerte de este en 1995. La ideología política de Rockwell, como la de Rothbard en sus últimos años, que combina el libertarismo con conservadurismo cultural; durante la década de 1990 llamó a estas ideas paleolibertarismo. En su ensayo de 1990 "En defensa del paleolibertarismo", Rockwell acusó a los libertarios de la corriente dominante de "odio a la cultura occidental". En 2007 Rockwell afirmó que ya no se llama a sí mismo «paleolibertario» y que estaba "feliz con el término libertario".
Rockwell aboga por políticas de descentralización para conquistar más libertades del Estado central, hasta llegar a la secesión de ser posible. Sostiene además que el mundo occidental está amenazado por una intersección de fascismo y socialismo a medida que los políticos y los Estados centralizan su poder. Rockwell es un libertario que basa su defensa del capitalismo en el derecho natural, lo que combina con las preocupaciones del paleoconservadurismo sobre los valores culturales. Es partidario del principio de no intervención, siendo contrario a la guerra y al imperialismo.

### LewRockwell.com
El sitio web de Rockwell, LewRockwell.com, formado en 1999, presenta artículos y entradas de blog de múltiples columnistas y escritores — quienes no necesariamente representan la opinión personal de Rockwell. Su lema es «antiguerra, antiestado, promercado». También hay un podcast semanal llamado The Lew Rockwell Show. LewRockwell.com publica una variedad de artículos oponiéndose a la guerra y al imperialismo, cuestionando la participación de Estados Unidos en las guerras mundiales, oponiéndose al "fascismo económico", apoyando la escuela austriaca de economía y el secesionismo.
Brian Doherty escribió que los "escritores asociados al Instituto Mises" del sitio web tienden a enfatizar las consecuencias de la acción del gobierno. El escritor conservador Jonah Goldberg de National Review escribió que el sitio regularmente alberga invectivas contra los íconos del conservadurismo norteamericano de la corriente principal, incluyendo National Review, The Weekly Standard, los neoconservadores, y William F. Buckley Jr. Un escritor del The American Conservative describió el sitio como paleolibertario y una "fuente indispensable" de noticias sobre Ron Paul.
Otros temas de redacción incluyen artículos sobre ciencia e historia alternativa que suelen desatar polémicas.

## Libros

### Como autor
- Speaking of Liberty (2003; e-book) ISBN 0-945466-38-2
- The Left, The Right, and The State (2008; e-book) ISBN 978-1-933550-20-6

### Como editor
- Man, Economy, and Liberty: Essays in Honor of Murray N. Rothbard (con Walter Block) (1986; e-book) ISBN 99911-786-2-7
- The Free Market Reader (1988; e-book) ISBN 0-945466-02-1[cita requerida]
- The Economics of Liberty (1990; e-book) ISBN 0-945466-08-0
- The Gold Standard: Perspectives in the Austrian School (1992; e-book), ISBN 0-945466-11-0
- Murray N. Rothbard: In Memoriam (1995; e-book) ISBN 0-945466-19-6
- The Irrepressible Rothbard (2000; e-book) ISBN 1-883959-02-0